# Státní znak Moldavska

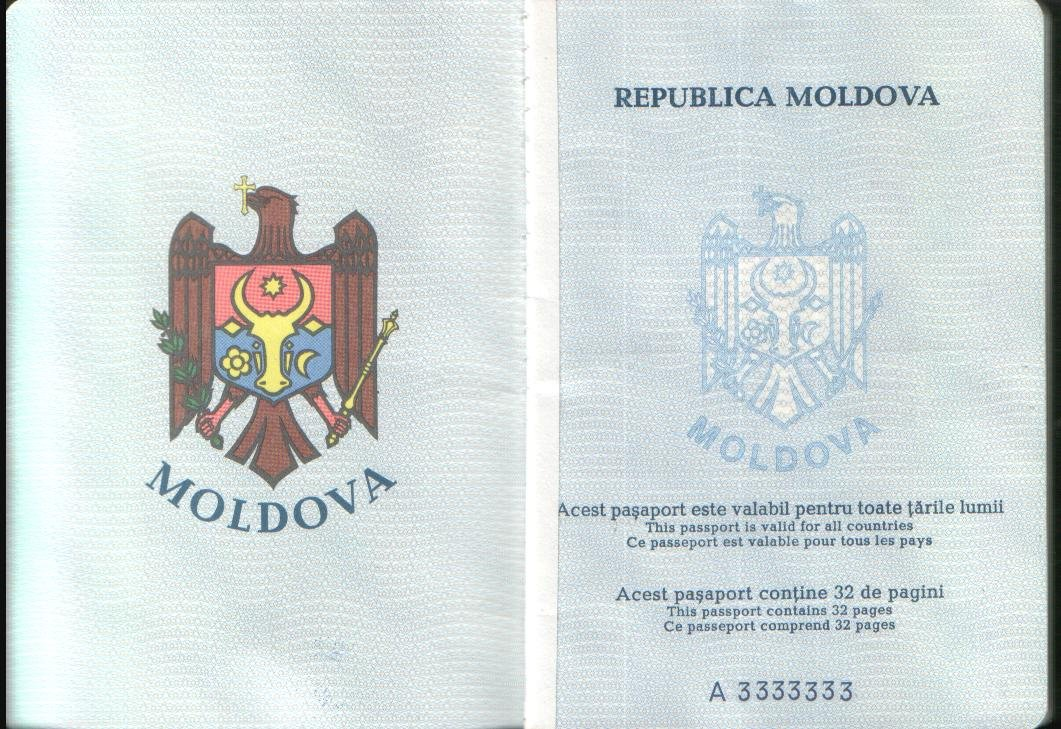
Státní znak v cestovním pasu

Státní znak Moldavska, přijatý 3. listopadu 1990, je tvořen heraldicky vpravo hledící zlatou orlicí s červenou zbrojí, se zlatým křížem v zobáku a olivovou ratolestí a palcátem v pařátech. Srdeční štítek na prsou zobrazuje zlatou hlavu zubra na červeno-modrém štítu, hlava má vedle sebe stříbrnou růži a měsíc, nad sebou zlatou osmicípou hvězdu. Z důvodu rozlišení vlajek Rumunska a Moldavska je na rubovou stranu Moldavské státní vlajky kladen státní znak. Moldavský znak je rovněž velmi podobný státnímu znaku Rumunska.

## Historický vývoj znaku
|  | Pečeť Štěpána III. Velkého. 1457–1504                               |
|  | Erb Despot Voda, 1561                                               |
|  | Erb z německého erbu. Kolem roku 1586                               |
|  | Znak historické Moldávie. 1641                                      |
|  | Znak historické Moldávie 1702                                       |
|  | Znak historické Moldávie. 1806–1807                                 |
|  | Erb Michaila Sturdzy 1834                                           |
|  | Znak Besarábské gubernie v rámci Ruského impéria v letech 1815–1826 |
|  | Znak Besarábské gubernie v rámci Ruského impéria v letech 1826–1878 |
|  | Znak Besarábské gubernie v rámci Ruského impéria v letech 1878–1917 |
|  | Státní znak Moldavské Demokratické Republiky 1917–1918              |
|  | První státní znak Moldavské ASSR platný v letech 1927–1938.         |
|  | Druhý státní znak Moldavské ASSR platný v letech 1938–1940.         |
|  | Státní znak Moldavské SSR používaný v letech 1940–1990.             |
|  | Současný státní znak Moldavska používaný od roku 1990.              |

## Moldavské služební znaky

### Moldavská armáda

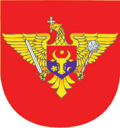
Znak moldavské armády
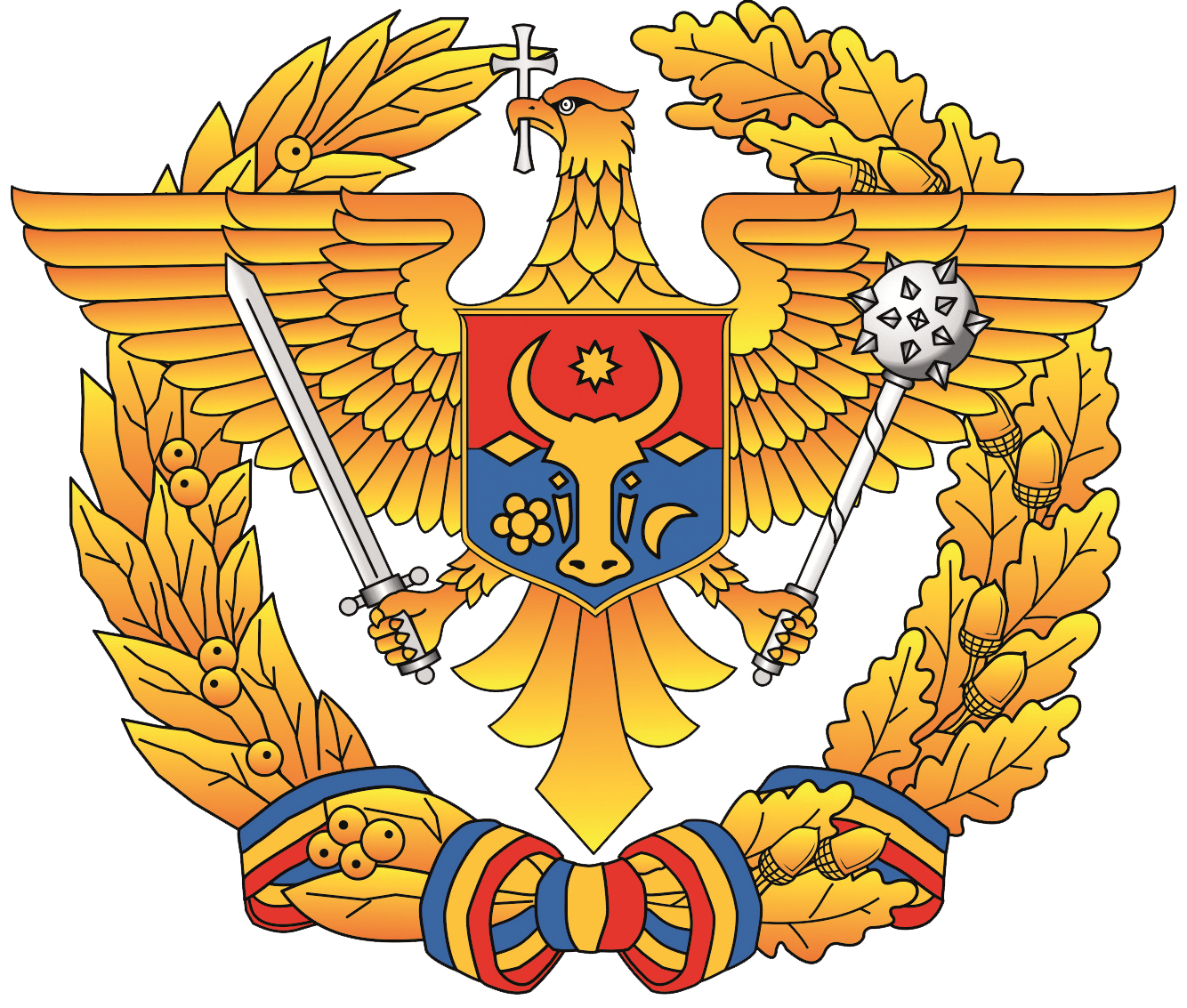
Znak moldavské armády

### Pohraniční stráž

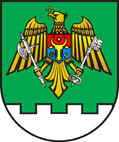
Znak moldavské pohraniční stráže
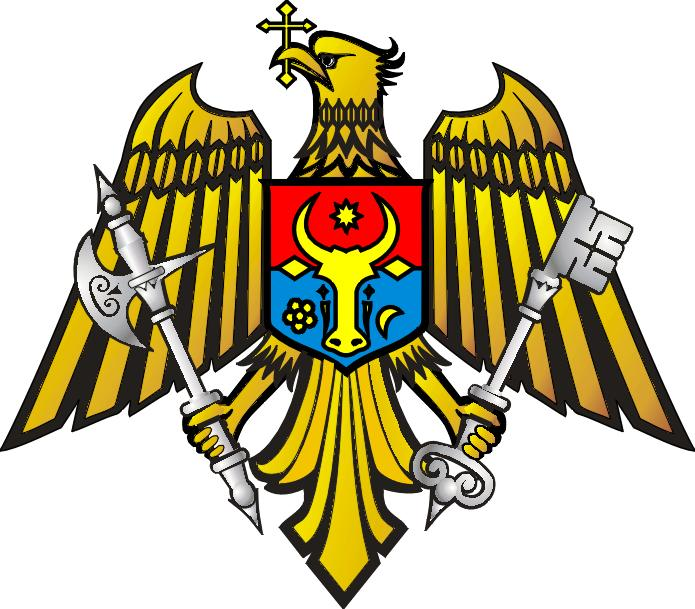
Znak moldavské pohraniční stráže

## Znaky částečtě autonomních regionů

Znak mezinárodně neuznané Podněsterské moldavské republiky
Znak Gagauzska